# Sulamith Goldhaber
Sulamith Goldhaber (* 4. November 1923 in Wien; † 11. Dezember 1965 in Madras, Indien) war eine österreichisch-amerikanische Nuklearphysikerin.

## Leben und Werk
Goldhaber wuchs nach der Auswanderung ihrer Familie aus Österreich in Palästina auf. Sie studierte Chemie an der Hebräischen Universität Jerusalem, wo sie 1947 den Master of Science erhielt und Forschungsassistentin wurde. Im gleichen Jahr heiratete sie den in Deutschland geborenen Physiker Gerson Goldhaber, mit dem sie in die USA zog. 1951 promovierte sie an der University of Wisconsin-Madison. Mit ihrem Ehemann und dem Sohn Amos Nathaniel Goldhaber zog sie an die Columbia University in New York mit einer Anstellung am Nevis Laboratory als Assistentin von Jack Steinberger. 1953 wurde die Familie in den Vereinigten Staaten eingebürgert und zog nach Berkeley, Kalifornien. Von 1954 bis 1965 forschte sie in der Physik am Lawrence Radiation Laboratory in Zusammenarbeit mit ihrem Mann. Sie arbeiteten mit dem Bevatron und beobachteten als erste die Massenspaltung in geladenen E-Hyperonen sowie die ersten Kernwechselwirkungen des Antiprotons. In den 1960er Jahren verwendeten sie die Blasenkammer für ihre Studien und wurden renommierte Experten, die viele eingeladene Konferenzvorträge hielten. 1965 hielt sie auf der Rochester-Konferenz einen wegweisenden Vortrag, der den Übergang von Experimenten auf der Basis von kosmischen Strahlen zu Experimenten auf der Basis von Teilchenbeschleunigern zur Untersuchung fremder Teilchen markierte. Um Hochenergielaboratorien zu besuchen und Vorträge zu halten, bereisten sie 1965 im Rahmen eines Sabbatjahres zunächst Oxford, um an der alle zwei Jahre stattfindenden europäischen Konferenz über Hochenergiephysik teilzunehmen, dann das CERN, danach Ankara, um Vorlesungen zu halten und verbrachten einen Monat am Weizmann-Institut. In Madras verstarb Goldhaber an den Folgen eines Schlaganfalls durch einen Gehirntumor.

## Auszeichnungen
- Sigma Xi Mitglied
- 1964–65 Guggenheim Fellowship
- 1960–61 Ford Foundation Fellow

## Publikationen (Auswahl)
- zus. mit E. L. Iloff, Warren W. Chupp, Gerson Goldhaber, Joseph E. Lannutti, A. Pevsner und D. Ritson: Mean Lifetime of Positive K Mesons. In: Phys. Rev. Band 99, September 1955, S. 1617, doi:10.1103/PhysRev.99.1617.
- mit W. Alvarez: The Lifetime of the tau-Meson. In: Nuovo Cimento (Series 10). Band 2, 1955, S. 344.
- zus. mit Warren W. Chupp, Gerson Goldhaber, William R. Johnson und Joseph E. Lannutti: K-meson Mass from a K-hydrogen Scattering Event. In: Phys. Rev. Band 99, September 1955, S. 1042, doi:10.1103/PhysRev.99.1042.
- zus. mit W. Chinowsky, G. Goldhaber, W. Lee und T. O’Halloran: On the Spin of the K* Resonance. In: Phys. Rev. Lett. Band 9, Nr. 7, Oktober 1962, S. 330, doi:10.1103/PhysRevLett.9.330.
- mit F. H. Webb, E. L. Iloff, F. H. Featherston, W. W. Chupp und G. Goldhaber: Properties of Negative K-mesons. In: Nuovo Cimento. Band 8, 1958, S. 899.
- zus. mit G. Goldhaber, W. B. Fowler, T. F. Hoang, T. E. Kalogeropoulos und W. M. Powell: Pion-Pion Correlations in Antiproton Annihilation Events. In: Phys. Rev. Lett. Band 3, Nr. 4, August 1959, S. 181, doi:10.1103/PhysRevLett.3.181.